# Vank (Nagorno-Karabach)
Vank (armeniska: Վանք; azerbajdzjanska: Vəngli; ryska: Ванклу) är en ort i Azerbajdzjan.   Den ligger i distriktet Kəlbəcər Rayonu, i den centrala delen av landet, 290 km väster om huvudstaden Baku. Vank ligger 1 031 meter över havet och antalet invånare är 1 284.
Terrängen runt Vank är kuperad åt sydost, men åt nordväst är den bergig. Runt Vank är det ganska glesbefolkat, med 32 invånare per kvadratkilometer.. Närmaste större samhälle är Haterk, 12,7 km norr om Vank. 
I omgivningarna runt Vank växer i huvudsak blandskog.